# 12e cérémonie des New York Film Critics Online Awards
La 12e cérémonie des New York Film Critics Online Awards (NYFCO Awards), décernés par la New York Film Critics Online, a eu lieu le 9 décembre 2012, et a récompensé les films réalisés dans l'année,.

## Palmarès
- Meilleur film :
  - Zero Dark Thirty

- Meilleur réalisateur :
  - Kathryn Bigelow pour Zero Dark Thirty

- Meilleur acteur :
  - Daniel Day-Lewis pour le rôle d'Abraham Lincoln dans Lincoln

- Meilleure actrice :
  - Emmanuelle Riva pour le rôle d'Anne dans Amour

- Meilleur acteur dans un second rôle :
  - Tommy Lee Jones pour le rôle de Thaddeus Stevens dans Lincoln

- Meilleure actrice dans un second rôle :
  - Anne Hathaway pour le rôle de Fantine dans Les Misérables

- Meilleure distribution :
  - Argo

- Révélation de l'année :
  - Quvenzhané Wallis pour le rôle d'Hushpuppy dans Les Bêtes du sud sauvage (Beasts of the Southern Wild)

- Meilleur premier film :
  - Benh Zeitlin pour Les Bêtes du sud sauvage (Beasts of the Southern Wild)

- Meilleur scénario :
  - Zero Dark Thirty – Mark Boal

- Meilleure photographie :
  - L'Odyssée de Pi (Life Of Pi) – Claudio Miranda

- Meilleure musique de film :
  - Django Unchained – Quentin Tarantino

- Meilleur film en langue étrangère :
  - Amour •  Autriche  France

- Meilleur film d'animation :
  - Chico et Rita   (Chico and Rita)

- Meilleur film documentaire :
  - The Central Park Five